# パレロンのアポロドロス
パレロンのアポロドロス（希: Ἀπολλόδωρος Φαληρεύς）は、古代ギリシアのアテナイの市民。アテナイの旧港パレロン出身で、哲学者ソクラテスの弟子の1人。
プラトンやクセノポンの著作で言及され、その内容から激情家で熱心な弟子であったことで知られる。
プラトンの著作では、『ソクラテスの弁明』『饗宴』『パイドン』で登場する。
『ソクラテスの弁明』では、兄のアイアントドロスと共に裁判におけるソクラテス側の支援者として言及される他、罰金の提案をする際にはプラトン、クリトン、クリトブロスと共にその保証人になっている。このことからそれなりの財産家であったことが分かる。
『饗宴』では、冒頭でプラトンの兄グラウコン等との会話を通して、物語（回想部分）の導入役を担っており、そこでアポロドロスがパレロン出身であることや、ソクラテスの弟子であること、激情家であることなどの人となりが紹介される。
『パイドン』では、ソクラテスが死刑の毒ニンジン杯を飲んだ際に、大声で泣き喚いた様が描かれている。
クセノポンの著作では、『ソクラテスの思い出』と『ソクラテスの弁明』に登場する。
『ソクラテスの思い出』では、第3巻第11章で高級娼婦テオドテを見物しに訪問したソクラテス一行の中に、アポロドロスがいたことがソクラテスによって言及されている。
『ソクラテスの弁明』では、第28節で死刑宣告後のソクラテスに対して、アポロドロスが「ソクラテスが不当に死刑にされるのを見るのは、この上もなく耐え難い」と嘆いたこと、そしてそれに対してソクラテスが「正当に死刑になるよりはいい」と冗談を言いながら彼を慰めたことが述べられている。